# 포미닛의 Mr.티처
《포미닛의 Mr.티처》는 2011년 1월 19일부터 2011년 3월 16일까지 E채널에서 방송되었던 리얼 버라이어티 프로그램이다.

## 소개
타국의 꽃미남 선생님이 포미닛에게 언어와 문화를 가르치는 프로그램

## 출연
- 남지현
- 허가윤
- 전지윤
- 김현아
- 권소현
- 니찬
- 하쿠미치 미치 노리
- 정범
- 킨린

## 방영목록
| 회차  | 방송일          |
| ----- | --------------- |
| 제1회 | 2011년 1월 19일 |
| 제2회 | 2011년 1월 26일 |
| 제3회 | 2011년 2월 2일  |
| 제4회 | 2011년 2월 9일  |
| 제5회 | 2011년 2월 16일 |
| 제6회 | 2011년 2월 23일 |
| 제7회 | 2011년 3월 2일  |
| 제8회 | 2011년 3월 9일  |
| 제9회 | 2011년 3월 16일 |